# Sân vận động tưởng niệm Rizal
Sân vận động điền kinh và bóng đá tưởng niệm Rizal (tiếng Anh: Rizal Memorial Track and Football Stadium, được gọi đơn giản là Sân vận động tưởng niệm Rizal vì đây là sân vận động chính trong Khu liên hợp thể thao tưởng niệm Rizal) là sân vận động quốc gia của Philippines. Sân từng là sân vận động chính của Đại hội Thể thao châu Á 1954 và Đại hội Thể thao Đông Nam Á trong ba lần. Sân vận động cũng chính thức là sân nhà của đội tuyển bóng đá quốc gia Philippines và một số trận đấu của Giải bóng đá vô địch quốc gia Philippines.

## Cải tạo
Từ những năm 1930, sân đã tổ chức tất cả các giải đấu bóng đá địa phương lớn và một số trận đấu quốc tế. Khi đường chạy điền kinh mới được lắp đặt tại sân hình bầu dục cho lần đầu tiên tổ chức Đại hội Thể thao Đông Nam Á vào năm 1981, địa điểm này đã trở thành một trung tâm cho điền kinh và bóng đá nhưng tình trạng của sân dần dần xấu đi. Cuối cùng sân đã trở nên không phù hợp cho các trận đấu quốc tế, có nghĩa là đội tuyển bóng đá quốc gia Philippines sẽ phải chơi các trận đấu sân nhà của họ tại một địa điểm thay thế.
Năm 2010, Ủy ban Thể thao Philippines (PSC) đã hợp tác với Đại học De La Salle để tân trang lại sân bóng đá của sân vận động. Sân vận động đã trải qua một chương trình cải tạo lớn với việc Liên đoàn bóng đá Philippines (PFF) chi 3,4 triệu peso cho việc cải tạo phòng thay đồ, phòng tiện nghi và ghế bằng sợi thủy tinh. Việc cải tạo được hoàn thành vào năm 2011 và lần đầu tiên được sử dụng cho trận đấu của Azkals với Sri Lanka tại vòng loại World Cup 2014 vào ngày 3 tháng 7 năm 2011, đây là trận bóng đá quốc tế đầu tiên được tổ chức tại sân vận động trong nhiều thập kỷ, trong đó đội tuyển quốc gia Philippines giành chiến thắng chung cuộc 4-0. Tuy nhiên, mặt sân (vốn là một loại cỏ tự nhiên) đã bị hủy hoại một lần nữa do số lượng các sự kiện bóng đá và bóng bầu dục, đã khiến PSC chuyển đổi nó thành mặt sân cỏ nhân tạo vào năm 2014. Vào năm 2015, sân bóng đá của nó đã nhận được sự công nhận 2 sao từ FIFA, khiến sân trở thành sân bóng đầu tiên ở Philippines có nó.
Sân vận động đã trải qua một cuộc cải tạo lớn sau khi sân được chỉ định là nơi tổ chức sự kiện bóng đá nam của Đại hội Thể thao Đông Nam Á 2019. Ghế cá nhân mới sẽ được lắp đặt trong khu vực khán giả của sân vận động bên ngoài khán đài chính. Việc cải tạo cũng bao gồm việc nâng cấp đường chạy điền kinh của sân. Việc cải tạo sẽ được tài trợ từ 842,5 triệu peso do Tập đoàn giải trí và trò chơi Philippines đưa ra cho Ủy ban Thể thao Philippines. Tuy nhiên, trong khi các phần của sân vận động đã hoàn thành như trên sân, các phần khác của sân vận động vẫn còn dang dở, ngay cả vào ngày đầu tiên, các môn thi đấu bóng đá tại SEA Games bắt đầu. Điều này dẫn đến nhiều lời chỉ trích từ cư dân mạng.

## Sự kiện thể thao

### Cúp Hòa bình Philippines 2012
| Ngày                | Đội #1            | Kết quả | Đội #2            | Khán giả |
| ------------------- | ----------------- | ------- | ----------------- | -------- |
| 25 tháng 9 năm 2012 | Đài Bắc Trung Hoa | 2 - 2   | Ma Cao            |          |
| 25 tháng 9 năm 2012 | Philippines       | 1 - 0   | Guam              |          |
| 27 tháng 9 năm 2012 | Đài Bắc Trung Hoa | 2 - 0   | Guam              |          |
| 27 tháng 9 năm 2012 | Philippines       | 5 - 0   | Ma Cao            |          |
| 29 tháng 9 năm 2012 | Ma Cao            | 0 - 3   | Guam              |          |
| 29 tháng 9 năm 2012 | Philippines       | 3 - 1   | Đài Bắc Trung Hoa |          |

### Giải vô địch bóng đá Đông Nam Á 2012
| Ngày                | Đội #1      | Kết quả | Đội #2    | Vòng            | Khán giả |
| ------------------- | ----------- | ------- | --------- | --------------- | -------- |
| 8 tháng 12 năm 2012 | Philippines | 0 - 0   | Singapore | Bán kết lượt đi |          |

### Cúp Hòa bình Philippines 2014
| Ngày               | Đội #1      | Kết quả | Đội #2            | Khán giả |
| ------------------ | ----------- | ------- | ----------------- | -------- |
| 3 tháng 9 năm 2014 | Myanmar     | 4 - 1   | Palestine         |          |
| 3 tháng 9 năm 2014 | Philippines | 5 - 1   | Đài Bắc Trung Hoa |          |
| 6 tháng 9 năm 2014 | Palestine   | 7 - 3   | Đài Bắc Trung Hoa |          |
| 6 tháng 9 năm 2014 | Philippines | 2 - 3   | Myanmar           |          |

### Giải vô địch bóng đá Đông Nam Á 2014
| Ngày                | Đội #1      | Kết quả | Đội #2   | Vòng            | Khán giả |
| ------------------- | ----------- | ------- | -------- | --------------- | -------- |
| 6 tháng 12 năm 2014 | Philippines | 0 - 0   | Thái Lan | Bán kết lượt đi |          |

### Giải vô địch bóng đá Đông Nam Á 2016
| Ngày                 | Thời gian (UTC+07) | Đội #1    | Kết quả | Đội #2    | Vòng      | Khán giả |
| -------------------- | ------------------ | --------- | ------- | --------- | --------- | -------- |
| 25 tháng 11 năm 2016 | 20:00              | Singapore | 1–2     | Indonesia | Vòng bảng | 467      |

### Đại hội Thể thao Đông Nam Á 2019
| Ngày                 | Thời gian (UTC+07) | Đội #1      | Kết quả   | Đội #2      | Vòng                  | Giải đấu | Khán giả |
| -------------------- | ------------------ | ----------- | --------- | ----------- | --------------------- | -------- | -------- |
| 25 tháng 11 năm 2019 | 16:00              | Malaysia    | 1–1       | Myanmar     | Vòng bảng             | Nam      |          |
| 25 tháng 11 năm 2019 | 20:00              | Philippines | 1–1       | Campuchia   | Vòng bảng             | Nam      | 2.980    |
| 26 tháng 11 năm 2019 | 16:00              | Thái Lan    | 0–2       | Indonesia   | Vòng bảng             | Nam      | 520      |
| 26 tháng 11 năm 2019 | 20:00              | Lào         | 0–0       | Singapore   | Vòng bảng             | Nam      | 200      |
| 27 tháng 11 năm 2019 | 16:00              | Myanmar     | 2–1       | Philippines | Vòng bảng             | Nam      | 3.000    |
| 27 tháng 11 năm 2019 | 20:00              | Campuchia   | 5–0       | Đông Timor  | Vòng bảng             | Nam      | 1.600    |
| 28 tháng 11 năm 2019 | 16:00              | Brunei      | 0–7       | Thái Lan    | Vòng bảng             | Nam      | 140      |
| 28 tháng 11 năm 2019 | 20:00              | Indonesia   | 2–0       | Singapore   | Vòng bảng             | Nam      | 840      |
| 29 tháng 11 năm 2019 | 16:00              | Đông Timor  | 1–3       | Myanmar     | Vòng bảng             | Nam      | 500      |
| 29 tháng 11 năm 2019 | 20:00              | Philippines | 1–0       | Malaysia    | Vòng bảng             | Nam      | 6.500    |
| 1 tháng 12 năm 2019  | 16:00              | Lào         | 3–0       | Brunei      | Vòng bảng             | Nam      | 458      |
| 1 tháng 12 năm 2019  | 20:00              | Việt Nam    | 2–1       | Indonesia   | Vòng bảng             | Nam      | 4.610    |
| 2 tháng 12 năm 2019  | 16:00              | Thái Lan    | 5–1       | Indonesia   | Vòng bảng             | Nữ       | 250      |
| 2 tháng 12 năm 2019  | 20:00              | Malaysia    | 4–0       | Đông Timor  | Vòng bảng             | Nam      | 419      |
| 3 tháng 12 năm 2019  | 16:00              | Lào         | 0–2       | Thái Lan    | Vòng bảng             | Nam      | 94       |
| 3 tháng 12 năm 2019  | 20:00              | Singapore   | 0–1       | Việt Nam    | Vòng bảng             | Nam      | 2.508    |
| 4 tháng 12 năm 2019  | 16:00              | Campuchia   | 3–1       | Malaysia    | Vòng bảng             | Nam      | 240      |
| 5 tháng 12 năm 2019  | 16:00              | Brunei      | 0–7       | Singapore   | Vòng bảng             | Nam      | 220      |
| 5 tháng 12 năm 2019  | 20:00              | Myanmar     | 0–1       | Thái Lan    | Bán kết               | Nữ       | 419      |
| 7 tháng 12 năm 2019  | 16:00              | Myanmar     | 2–4       | Indonesia   | Bán kết               | Nam      | 2.899    |
| 7 tháng 12 năm 2019  | 20:00              | Việt Nam    | 4–0       | Campuchia   | Bán kết               | Nam      | 5.100    |
| 8 tháng 12 năm 2019  | 16:00              | Myanmar     | 2–1       | Philippines | Tranh huy chương đồng | Nữ       | 3.000    |
| 8 tháng 12 năm 2019  | 20:00              | Thái Lan    | 0–1       | Việt Nam    | Tranh huy chương vàng | Nữ       | 2.243    |
| 10 tháng 12 năm 2019 | 16:00              | Myanmar     | 2–2 (5-4) | Campuchia   | Tranh huy chương đồng | Nam      | 512      |
| 10 tháng 12 năm 2019 | 20:00              | Indonesia   | 0–3       | Việt Nam    | Tranh huy chương vàng | Nam      | 11.500   |

### Giải vô địch bóng đá nữ Đông Nam Á 2022
| Ngày                | Đội #1      | Kết quả | Đội #2      | Vòng          | Khán giả |
| ------------------- | ----------- | ------- | ----------- | ------------- | -------- |
| 4 tháng 7 năm 2022  | Singapore   | 0 - 1   | Malaysia    | Vòng bảng     | 235      |
| 4 tháng 7 năm 2022  | Philippines | 1 - 0   | U-23 Úc     | Vòng bảng     | 1.408    |
| 6 tháng 7 năm 2022  | Thái Lan    | 2 - 2   | U-23 Úc     | Vòng bảng     | 207      |
| 6 tháng 7 năm 2022  | Philippines | 7 - 0   | Singapore   | Vòng bảng     | 647      |
| 8 tháng 7 năm 2022  | U-23 Úc     | 4 - 0   | Indonesia   | Vòng bảng     |          |
| 8 tháng 7 năm 2022  | Malaysia    | 0 - 4   | Philippines | Vòng bảng     | 429      |
| 10 tháng 7 năm 2022 | Singapore   | 1 - 4   | U-23 Úc     | Vòng bảng     | 334      |
| 10 tháng 7 năm 2022 | Philippines | 0 - 4   | Indonesia   | Vòng bảng     | 1.464    |
| 12 tháng 7 năm 2022 | Thái Lan    | 1 - 0   | Philippines | Vòng bảng     | 2.923    |
| 13 tháng 7 năm 2022 | Việt Nam    | 4 - 0   | Myanmar     | Vòng bảng     | 157      |
| 15 tháng 7 năm 2022 | Thái Lan    | 2 - 0   | Myanmar     | Bán kết       |          |
| 15 tháng 7 năm 2022 | Việt Nam    | 0 - 4   | Philippines | Bán kết       | 3.233    |
| 17 tháng 7 năm 2022 | Myanmar     | 4 - 3   | Việt Nam    | Tranh hạng ba |          |
| 17 tháng 7 năm 2022 | Thái Lan    | 0 - 3   | Philippines | Chung kết     | 8.257    |

### Giải vô địch bóng đá Đông Nam Á 2022
| Ngày                 | Đội #1      | Kết quả | Đội #2    | Vòng      | Khán giả |
| -------------------- | ----------- | ------- | --------- | --------- | -------- |
| 23 tháng 12 năm 2022 | Philippines | 5 - 1   | Brunei    | Vòng bảng | 1.650    |
| 2 tháng 1 năm 2023   | Philippines | 1 - 2   | Indonesia | Vòng bảng | 2.370    |

### Giải vô địch bóng đá ASEAN 2024
| Ngày                 | Đội #1      | Kết quả | Đội #2   | Vòng            | Khán giả |
| -------------------- | ----------- | ------- | -------- | --------------- | -------- |
| 12 tháng 12 năm 2024 | Philippines | 1–1     | Myanmar  | Vòng bảng       | 1.589    |
| 18 tháng 12 năm 2024 | Philippines | 1–1     | Việt Nam | Vòng bảng       | 3,346    |
| 27 tháng 12 năm 2024 | Philippines | 2–1     | Thái Lan | Bán kết lượt đi | 23,500   |

- Đại hội Thể thao Viễn Đông 1934
- Đại hội Thể thao châu Á 1954
- Giải vô địch bóng đá trẻ châu Á 1966 và 1970
- Đại hội Thể thao Đông Nam Á 1981 và 1991
- Giải vô địch điền kinh châu Á 1993 và 2003
- Đại hội Thể thao Đông Nam Á 2005 (môn điền kinh)
- Đại hội Thể thao Người khuyết tật Đông Nam Á 2005
- Bảng E vòng loại Cúp Challenge AFC 2014
- Cúp AFC 2017
- Cúp AFC 2018
- Giải bóng đá vô địch quốc gia Philippines 2017
- Giải bóng đá vô địch quốc gia Philippines 2018
- Copa Paulino Alcantara 2018
- Giải bóng đá Ngoại hạng Philippines 2019
- Vòng loại play-off AFC Champions League 2020
- Cúp AFC 2020
- Giải bóng đá vô địch quốc gia Philippines 2020

Giải đấu bóng bầu dục quốc tế đầu tiên tại sân vận động được tổ chức khi Philippines đăng cai giải đấu Asian Five Nations Division I 2012, giải đấu tăng gấp đôi như một giải đấu đủ điều kiện cho Giải vô địch bóng bầu dục thế giới 2015; các bài viết mục tiêu đã được dựng lên chỉ vài ngày trước giải đấu.

### Sự kiện giải trí
Vào ngày 4 tháng 7 năm 1966, Sân vận động Tưởng niệm Rizal đã tổ chức hai buổi hòa nhạc bán chạy của The Beatles được tổ chức tại Manila và là một trong ba thành phố duy nhất ở châu Á (ngoài Tokyo và Hồng Kông) mà họ từng chơi. Tổng số khán giả là 80.000 người với buổi hòa nhạc buổi tối đăng ký 50.000 khán giả trả tiền và trở thành buổi hòa nhạc lớn thứ hai của Beatles từ trước đến nay.

### Đại dịch COVID-19
Trong chương trình "Hatid Tulong" của Chính phủ Philippines, sân vận động đã được sử dụng làm nơi tạm trú được chỉ định cho các cá nhân bị mắc kẹt cục bộ (LSIs). Số lượng cá nhân và gia đình hy vọng được gửi trở lại tỉnh tương ứng vượt quá giới hạn sức chứa. Điều này làm dấy lên mối lo ngại về kết quả thiếu sự giãn cách xã hội và các hướng dẫn về Sức khỏe và An toàn do hàng trăm người ở gần nhau. Với việc sân vận động đã đầy, nhiều cá nhân khác không tham gia chương trình nói trên đã ngủ và tập trung bên ngoài khu liên hợp sân vận động.